# Hugh de Courtenay (edelman)
Hugh de Courtenay (25 maart 1251 - Colcombe Castle, 28 februari 1292) was een Engels edelman en baron van Okehampton.

## Biografie
Hugh de Courtenay werd geboren als de oudste zoon van John de Courtenay en Isabel de Vere op het ouderlijk slot in Okehampton. In december 1276 werd Hugh opgeroepen om in het leger te gaan, maar door het betalen van een boete stelde hij zijn militaire carrière zeven jaar uit. Tijdens de jaren dat hij dienstdeed was hij voornamelijk actief in en rond Wales. In 1287 betaalde hij opnieuw een boete om uit dienst te treden. Vijf jaar later overleed hij op Colcombe Castle. Hij werd begraven in de priorij van Cowick.

## Huwelijk en kinderen
Hugh de Courtenay trouwde met Eleanor le Despencer, dochter van Hugh le Despencer. Zij kregen samen de volgende kinderen:
- Hugh, Graaf van Devon
- John Courtenay
- Philip Courtenay
- Isabel de Courtenay
- Aveline de Courtenay
- Egeline de Courtenay
- Margaret de Courtenay